# ゴードン・シングルトン
ゴードン・「ゴード」・シングルトン（Gordon "Gord" Singleton、1956年8月9日 - 2024年3月）は、カナダ・オンタリオ州のナイアガラフォールズ出身の元自転車競技選手。1982年の世界自転車選手権・プロスプリント決勝において、中野浩一と死闘を演じた選手として知られる。

## 経歴
アマチュア時代は1978年のコモンウェルスゲームズのタンデムスプリントで優勝した他、1979年のパンアメリカンゲームズでは1Kmタイムトライアルとスプリントで2種目制覇。同年の世界自転車選手権、アマ・1Kmタイムトライアルでも銀メダルを獲得しており、1980年開催のモスクワオリンピックにおけるメダル候補選手であった（しかしカナダはモスクワ五輪の出場をボイコットした）。
1981年にプロ入り。同年の世界選手権プロ・スプリントでは準決勝で高橋健二を圧倒し、決勝で中野浩一と対戦。中野が2本とも逃げ切って5連覇を果たした。

### 1982年・世界自転車選手権
シングルトンはまず、ケイリンでダニー・クラークの同種目3連覇を阻み優勝し、スプリントへ向けて万全の体勢を整えた。対する中野はこの年、競輪において落車が続いたこともあり不調が伝えられ、フランスのヤーベ・カールに1本先取された。何とかその後2本連取して決勝へと駒を進めたが、逆にシングルトンは準決勝で亀川修一を圧倒。さらにこの年の開催地であるイギリスのレスターに集まったファンの大多数がシングルトンを応援したこともあり、決勝前の下馬評では圧倒的にシングルトン有利が伝えられた。
決勝1本目。逃げるシングルトンに対し、中野はバックストレッチ付近から勝負に出た。ところがゴール寸前、シングルトンが右ひじを出してきて中野と接触し双方ゴールできなかった。このシングルトンのプレーに対し、反則ではないかと日本選手団側は抗議に出るも却下された。そして再戦1本目はシングルトンが中野を圧倒して制し、中野の6連覇阻止に王手をかけた。
2本目はノーカウントとなった1本目と似たような展開となり、中野は今度は2センターから遅めの捲りを敢行した。するとシングルトンはまたしてもゴール寸前になって右ひじを中野に対して出してきた。しかし今度は中野はこれにひっかからず、シングルトンだけが転倒した。
結局シングルトンはこの際、右ひじを骨折して3本目のレース続行不可能となり、中野が薄氷を踏む思いで6連覇を達成。しかしシングルトンは表彰式の台上で、中野と肩を組んで記念撮影に応じることを拒否した。

### 事実上の引退勧告
上記の中野との一戦に限らず、ケイリン決勝においてもシングルトンはクラークのユニフォームをつかんでいたといったラフプレーが見られた。国際自転車競技連合（UCI）は、シングルトンのプレーはあまりにもスポーツマン精神に反する行為だという判断を下し、後に無期限出場資格停止処分を言い渡した。UCI主幹以外の競技大会における出場は認められたものの、世界選手権への出場資格は永久に剥奪されたことから、シングルトンは翌年、現役を引退した。

## その後
NHKのスポーツ100万倍という番組で中野の特集が組まれた際、シングルトンの雄姿が久々に見られた。その頃は父親の仕事を手伝っていたとのことであった。
1998年、マンチェスターで開催されたマスターズの世界選手権・スプリントの40～44歳の部に出場し、優勝している。
2024年3月24日に前立腺癌により死去したことが発表された。67歳没。